# دختران سیروس
دختران سیروس یا دختران ایران عنوان تصنیفی از سراینده و آهنگسازی ناشناس با مضمونی در مخالفت با حجاب زنان است.
نخستین بار در سال ۱۳۰۶ خورشیدی منتشر شده است. سرایندهٔ احتمالی این ترانه ملک الشعرا بهار و آهنگساز آن احتمالاً مرتضی نی‌داوود است و به دلیل ترس از واکنش‌های احتمالی متعصبان مذهبی به این ترانه ترجیح دادند که اسامی آنان به عنوان خالقان این اثر مخفی بماند. اولین‌بار ملوک ضرابی این تصنیف را خوانده است؛ .
این ترانه در سال ۱۳۸۰ خورشیدی با نام «ای زنان ملت وقت انقلاب است» و بازسرایی تائره تهرانی، به خوانندگی گیسو شاکری در آلیوم «تا به کی خموشی» بازخوانی شده است. این ترانه با عنوان «دختران سیه روز» (ای زنان ملت وقت انقلاب است) با تنظیم موسیقی مجتبی میرزاده و خوانندگی زویا ثابت اجرا شده است.

## متن ترانه
| دختران سیروس! تا به کی در افسوس؟   |  | زیر دست مردان تا به چند محبوس؟  |
| کرد چاره ایران دختران ساسان        |  | تا به کی خموشی؟ ای زنان ایران!  |
| هیچ‌کس خبر نیست فکر خیر و شر نیست   |  | ای رجال ایران زن مگر بشر نیست؟  |
| چند در حجابید؟ تا به کی به خوابید؟ |  | از وجود شیخ است کین چنین خرابید |
| مملکت خرابست ملتش به خواب است      |  | دختران حساس وقت انقلاب است      |
| دختران ملت تا به چند ذلت؟          |  | بیافکنید از سر چادر مذّلت        |

| یاری که دلم ز بهر او زار شده |  | خود جای دگر به غم گرفتار شده  |
| من در طلب علاج او می‌کوشم     |  | چون او که طبیب ماست بیمار شده |